# Blegoš
Blegoš je z nadmorsko višino 1562 m za Ratitovcem drugi najvišji vrh Škofjeloškega hribovja. Dviga se med Poljansko in Selško dolino, najbolj običajen dostop nanj pa je preko vasi Gorenja Žetina. Na vrhu so še vidni bunkerji Rupnikove linije zgrajene pred drugo svetovno vojno. Območje je bilo zelo pomembno med NOB.
S travnatega vrha na katerem je žig in vpisna skrinjica, se odpira lep razgled na najvišje slovenske gore v skupinah Julijskih Alp, Karavank in Kamniško-Savinjskih Alp kot tudi na Polhograjsko hribovje, Golake, Kojco, Porezen, Ratitovec, Koprivnik, Mladi in Stari vrh, ter Karavanke in Kamniško Savinjske Alpe. Blegoš je priljubljen tudi med jadralnimi padalci.
Poleg Blegoša sta najvišja predalpska vrhova Ratitovec in Porezen.
Blegoš med drugim izdatno opisuje in tudi »poveličuje« priznani slovenski pisatelj Ivan Tavčar v svojem delu Cvetje v jeseni. Na primer: »Nato sva sedla v eno malih dolinic, katere so značilne za Blegošev vrh«.

## Koča na Blegošu
Koča stoji na Leskovški planini na zahodni strani vrha na višini 1391 m. PD Škofja Loka jo je leta 1976-1977 postavilo na temeljih pogorele pastirske staje. Koča je sčasoma postala premajhna, zato so jo povečali; zgradili so prizidek in preuredili notranjost. Povečano kočo so odprli 27. junija 1982 ob 75-letnici PD Škofja Loka. Razgled je zaradi lege od koče je nekoliko omejen.

## Dostopi
Vse poti, ki vodijo na Blegoš, so lahke in označene.
- Črni Kal - Blegoš (po cesti in mimo koče) - 1 h 30 min - lahka označena pot
- Črni Kal - Blegoš (direktna pot) - 1 h 10 min - lahka označena pot
- Leskovica - Blegoš - 2 h 5 min - lahka označena pot
- Čabrače - Blegoš - 2 h - lahka označena pot
- Martinj vrh - Blegoš - 1 h 40 min - delno zahtevna označena pot
- Laze - Blegoš - 2 h - lahka označena pot
- Volaka - Blegoš - 2 h 35 min - lahka označena pot
- Tuškov Grič - Blegoš (čez Črni vrh) - 2 h 45 min - lahka označena pot
- Zali Log - Blegoš (čez Potok) - 3 h	lahka označena pot
- Črni kal - Blegoš (čez Prvo ravan) - 1 h 20 min - lahka označena pot
- Zali Log - Blegoš (čez Črni Kal) - 3 h 30 min - delno zahtevna označena pot
- Leskovica - Blegoš (po neoznačeni poti) - 2 h 5 min - lahka neoznačena steza
- Volaka - Blegoš (po neoznačeni poti) - 2 h 35 min - lahka neoznačena steza

## Galerija
- Pogled proti severovzhodu: v ozadju Storžič, Kočna in Grintovec, spodaj vas Gorenja Žetina
- Pogled proti jugu